# مقابلة ولي الأمر والمعلم
مقابلة ولي الأمر مع المُعلم، أو مؤتمر الآباء والمعلمين، أو ليلة الوالدين والمعلمين أو أمسية الوالدين ، هي اجتماع أو مؤتمر قصير بين أولياء الأمور ومعلمي الطلاب لمناقشة تقدم الطفل في المدرسة وإيجاد حلول للمشاكل الأكاديمية أو السلوكية. تُكمِّل لقاءات الآباء والمعلمين المعلومات المذكورة في تقارير الطلاب من خلال التركيز على نقاط القوة والضعف لدى الطلاب في المواد الفردية وتعميم مستوى المهارات والكفاءات المشتركة بين المناهج الدراسية.
تُعقد معظم اللقاءات دون حضور الطلاب، على الرغم من وجود دليل على أن وجودهم يزيد من إيجابية الاجتماعات. يقود المُعلم الاجتماعات بمشاركة المعلومات حول الطالب، وغالبًا ما يكون الآباء مستمعين.

## الأنواع
تُعقد اللقاءات بين الآباء والمعلمين بأشكال مختلفة، حيث تختلف من دولة لأخرى، أو من منطقة لأخرى، أو حتى من مدرسة لأخرى. ولكن تتميز الأشكال المختلفة بالسمات التالية:

### الوضع
مثل معظم الاجتماعات الأخرى، يمكن أن تتخذ اجتماعات الآباء والمعلمين شكل اجتماعات وجهًا لوجه يلتقي فيها الآباء والمعلمون شخصيًا، أو اجتماعات إلكترونية عبر الهاتف أو عبر أنظمة مؤتمرات الفيديو مثل برنامج Teams أو Zoom أو Google. توفر الاجتماعات وجهًا لوجه اتصالًا شخصيًا ولكنها قد لا تُناسب البعض. عادة ما تستغرق هذه المقابلات ما بين خمس وخمس عشرة دقيقة.
في حالة المؤتمرات الإلكترونية بين الوالدين والمعلمين، يمكن المشاركة في الاجتماع من المنزل أو أثناء العمل أو السفر. لا تحتاج المدرسة إلى حجز غرف للاجتماعات وهناك مرونة أكبر في إيجاد الوقت المناسب.
تعد المقابلات بين الآباء والمعلمين تقليدًا في أنظمة المدارس الغربية، مثل أستراليا وكندا والمملكة المتحدة والولايات المتحدة. فعلى سبيل المثال نجد في الولايات المتحدة، تقوم العديد من المدارس الابتدائية بقصر اليوم الدراسي بمقدار 2-3 ساعات (غالبًا لمدة أسبوع كامل) في منتصف الخريف لإتاحة وقت إضافي للمعلمين لعقد هذه اللقاءات.

### المشاركون
يمكن أن تكون اجتماعات الآباء والمعلمين
- اجتماعات فردية بين أحد الوالدين والمعلم. حيث يلتقي الآباء بالمدرسين لجميع المواد المختلفة بشكل فردي، كل مُدرس على حده. يوفر هذا النوع أقصى درجات السرية ويسمح بمناقشة المعلومات الخاصة بالطالب في موضوع معين. الجانب السلبي من هذا النوع هو أنه من الصعب جدولة الاجتماعات لأنها تتطلب فترات زمنية متعددة وأماكن اجتماعات.
- اجتماع «متعدد إلى واحد» هو اجتماع بين العديد من الآباء ومعلم واحد. عادة ما يكون الطلاب الذين يحضر آباؤهم الاجتماع في نفس الفصل أو السنة ويكون المعلم إما مدرس مادة معينة أو مدرس الفصل المعين. هذا النوع شائع في المدارس الابتدائية. من السهل نسبيًا تحديد جدول زمني ولكنه يفتقر إلى الخصوصية لمناقشة التقدم الذي يحرزه طلاب معينون.
- اجتماع فردي بين أحد الوالدين ومعلمين متعددين. يمكن استخدام هذا النوع إذا كان الطفل يعاني من مشاكل في مواضيع متعددة أو عندما يأتي أحد الوالدين إلى المدرسة خارج وقت اجتماع الوالدين والمعلمين المجدول بانتظام لمقابلة العديد من المعلمين في وقت واحد.
- اجتماع آباء متعددين ومعلمين متعددين. هذا النوع من الاجتماعات سهل الاستخدام لانتخاب أعضاء مجلس الإدارة أو نشر معلومات عامة حول المدرسة، وتقويم الأحداث، والتغييرات في اللوائح المشتركة، وما إلى ذلك. لكنه غير فعال لمناقشة القضايا الخاصة بطلاب معينين ويفتقر إلى الخصوصية المطلوبة. ويُسمى في مصر «اجتماع مجلس الآباء».

### تكرارها
تعقد اجتماعات الآباء والمعلمين عادةً مرة واحدة في كل فصل دراسي، إلا أن بعض المدارس تنظم اجتماعًا واحدًا فقط غالبًا في بداية العام الدراسي.

### المدة
تعتمد مدة اجتماعات الآباء والمعلمين على عدد الاجتماعات وعدد المشاركين من أولياء الأمور والمعلمين. قد تستغرق الاجتماعات السنوية مع عدة مشاركين ساعتين أو أكثر؛ قد تستمر الاجتماعات الفردية لمدة ساعة؛ قد تستغرق الاجتماعات الفردية مرة واحدة في العام 15 دقيقة، بينما تستغرق الاجتماعات الفردية مرة واحدة في الفصل الدراسي 5-10 دقائق.

### مكان انعقادها
تُعقد معظم الاجتماعات وجهًا لوجه في المدرسة. يمكن عقد الاجتماعات الفردية في غرف اجتماعات منفصلة، أو تُعقد في فصول دراسية أكبر أو اجتماعات واحدة تحدث في وقت واحد في أجزاء مختلفة من الغرفة.

## الاختلافات الإقليمية

### أستراليا
في نظام التعليم في أستراليا، تُعرف الاجتماعات بمقابلات الآباء والمعلمين parent–teacher interviews أو ليالي الآباء parents' nights. تختلف الممارسة الدقيقة حسب الولاية ونوع المدرسة. تفرض بعض الولايات إجراء المقابلات، والبعض الآخر لا يفرض ذلك. تتبع المدارس الحكومية وغير الحكومية أيضًا قوانين تعليمية اتحادية مختلفة.
بعض المدارس تعقد الاجتماعات لمرة واحدة فقط في السنة، والبعض الآخر تكررها أكثر من ذلك. هناك فترتان شائعتان، حيث تُعقد في (فبراير - أبريل) وكذلك (يوليو - سبتمبر). تقدم العديد من المدارس مواعيد متعددة، ويجري تقسيم المقابلات إما حسب الفصل أو بالاسم.
غالبًا ما يكون هناك طلب شديد من أولياء الأمور لإجراء مقابلات مع المعلمين، على الرغم من الملاحظة الشائعة من المعلمين والتي مُفادها "أن الآباء الذين يجب أن يحضروا لا يحضرون! ، ويقصدون بذلك أن أولياء أمور الطلاب الذين يحتاجون إلى دعم لا يحضرون، بينما يحضر أولياء أمور الطلاب المتميزين.

### كندا
في النظام التعليمي الكندي، تُعرف الاجتماعات بمقابلات الآباء والمعلمين parent–teacher interviews.
وهذه المقابلات إلزامية لجميع معلمي المدارس الابتدائية والثانوية في أونتاريو (كندا). وللوالدين الحق في تخصيص وقت لهذا الغرض تحت إشراف وزارة التربية والتعليم.
ينتقد موقع Canadian Living المقابلات بين الآباء والمعلمين لأنه في كثير من الأحيان سيحضر المقابلات آباء الأطفال الأكثر تميزًا فقط ولن يحضر آباء الأطفال الذين هم على الأرجح بحاجة إلى مساعدة إضافية.

### سنغافورة
في سنغافورة، يُعرف الاجتماع باسم اجتماع الآباء والمعلمين parent–teacher meeting.

### الولايات المتحدة
في النظام التعليمي الأمريكي، يُعرف الاجتماع باسم مؤتمر الآباء والمعلمين parent–teacher conference.
تُعقد المؤتمرات عادة مرتين في السنة، في نهاية الربع الأول وفي نهاية الربع الثالث، حيث يستمر كل اجتماع حوالي 15-20 دقيقة. يختار الآباء عادةً الوقت الأفضل لهم، ويقوم المعلم بجدولة المؤتمر وفقًا لذلك. تختلف الممارسات المحددة داخل المناطق التعليمية.
في الولايات المتحدة، تقصر العديد من المدارس الابتدائية اليوم الدراسي بمقدار 2-3 ساعات (غالبًا لمدة أسبوع كامل) في منتصف الخريف لإتاحة وقت إضافي للمعلمين لعقد هذه المؤتمرات.
الفرق بين اجتماعات الآباء والمعلمين واجتماعات رابطة الآباء والمعلمين PTA هو أن الأول يركز على التقدم الأكاديمي للطلاب بينما يقوم الأخير بتنظيم المزيد من الأنشطة خارج الصف.
اقترحت بعض المقاطعات في الولايات المتحدة اعتبار عدم حضور الآباء مؤتمرًا واحدًا على الأقل بين الآباء والمعلمين خلال العام الدراسي هو انتهاكًا قانونيًا. وقد جعلت بعض المدارس المستقلة من هذا الحدث إلزاميًا ليحضره أولياء الأمور.

### المملكة المتحدة
في النظام التعليمي في المملكة المتحدة، يُعرف الاجتماع باسم مؤتمر الآباء والمعلمين أو أمسية الوالدين. غالبًا ما يُعقد اللقاء في قاعة المدرسة والأماكن العامة المجاورة حيث يقوم الآباء بإجراء من ثماني إلى تسع مقابلات وجهاً لوجه لمدة 5 دقائق لكلٍ منها مع المعلمين بصورة فردية. قامت بعض المدارس خلال عامي 2020 و2021 بإجراء تلك المقابلات عبر الإنترنت بسبب جائحة كورونا COVID-19.

## الجدولة

### المهمة
تتضمن جدولة اجتماعات الآباء والمعلمين إيجاد وقت يناسب كل من الآباء والمعلمين وترتيب مواقع للاجتماعات. إذا كانت جميع الاجتماعات مستقلة ولا يترتب بعضها على بعض فإن تخطيط الاجتماعات يُبسط إلى جدول زمني بدلاً من الجدولة على نطاق كامل حيث يلزم جدولة الأحداث بترتيب معين غالبًا لأن ناتج حدث ما يشكل مدخلاً لآخر.

### الطُرق
توجد طرق مختلفة لجدولة اجتماعات الآباء والمعلمين.
في أبسط الحالات، لا تتم جدولة الاجتماعات مسبقًا على الإطلاق، حيث يأتي الآباء إلى المدرسة ويصطفون لرؤية كل معلم يريدون رؤيته. وتجري الاجتماعات على أساس أسبقية الحضور.
يمكن جدولة الاجتماعات شخصيًا أو عبر الهاتف أو عبر الإنترنت.

#### شخصيا
يمكن إجراء الجدولة الشخصية بطريقتين:
1. يأتي أولياء الأمور إلى المكتب الإداري للمدرسة لتحديد موعد الاجتماعات؛ ويقوم مدير المدرسة بالجدولة.
2. يقوم الطلاب بجدولة مواعيد الاجتماعات مع المعلمين من خلال مطالبة المعلمين بتخصيص الأوقات المناسبة لهم.[4][6]

#### عن طريق الهاتف
تتضمن الجدولة عبر الهاتف أيضًا قيام أحد الوالدين ومسؤول المدرسة بالجدولة.

#### عبر الإنترنت
تجري الجدولة عبر الإنترنت باستخدام برنامج جدولة المواعيد على الإنترنت. تتمثل مزايا هذا النظام في أنه نظام آلي دون الحاجة إلى وسيط.

## الإدارة
يُفترض التزام المشاركين بالجدول الزمني لحضور الاجتماعات والبدء والانتهاء في الوقت المحدد. يمكن تحقيق البداية والنهاية عن طريق جرس المدرسة أو رسالة صوتية إلكترونية، في كل تغيير لوقت المقابلة (على سبيل المثال «يرجى الانتقال إلى مقابلتك التالية»)، وتجنب تحديد أوقات مقابلة قصيرة جدًا يكون من الصعب استمرارها في الوقت المحدد. تطبق تقنيات إدارة الوقت العامة.

### التنفيذ في الوقت المحدد
يشتكي الآباء أحيانًا من أن الجداول الزمنية لا يجري تنفيذها في الوقت المحدد، مما يتسبب في تفويتهم للمقابلات أو قطعها. يرجع هذا عادةً إلى اختيار الآباء أو المعلمين لمواصلة الحديث بعد الوقت المحجوز لهم. هناك العديد من الخيارات الأخرى التي يمكن أن تساعد في إجراء المقابلات في الوقت المحدد:
- تشغيل صوت الجرس، في كل تغيير لوقت المقابلة. (على سبيل المثال «الرجاء الانتقال إلى مقابلتك التالية»)
- عرض كبير للساعة على شاشة القاعة، مما يضمن التأكد من الوقت المحدد، ويشجع المشاركين على الانتباه إلى الوقت.
- تذكير المعلمين بشدة وتشجيعهم على الالتزام بمواعيد الإعلان.
- الابتعاد عن ترتيب المقابلات القصيرة جدًا، والتي يصعب تنفيذها في الوقت المحدد (على سبيل المثال 5 دقائق)، في حين أن المقابلات ذات المدة الأطول قليلاً تناسب بشكل أفضل الوقت المطلوب للتحدث عن القضايا.
- يمكن للأنظمة التي تقدم جدولة مُحسَّنة للمقابلات أن توفر جداول أكثر إحكاما للوالدين. عندئذ يكون لدى الآباء سبب لإنهاء محادثتهم الحالية في الوقت المحدد للوصول إلى اجتماعهم التالي.

## المناقشة
ينتقد البعض مقابلات الآباء والمعلمين بسبب عدم الحياد وعدم كفاءتها لأن معظم الاجتماعات يحضرها آباء الأطفال الأكثر حظًا، بينما لا يحضر آباء الأطفال الذين هم على الأرجح بحاجة إلى مساعدة إضافية.